# シネマライツ8
シネマライツ8 (Cinema Lights Eight) は、長野県松本市高宮中に所在するシネマコンプレックス（映画館）。運営は松本興行の100%子会社である株式会社北原。全8スクリーンで総座席数は1,374席。

## 歴史
2008年（平成20年）12月20日、総合スーパーのイトーヨーカドーを核店舗としていた商業施設「イトーヨーカドー南松本店」（南松本ショッピングセンター）の敷地内に開館。松本市では初のシネマコンプレックスだが、松本都市圏では東筑摩郡山形村のアイシティシネマに次いで2サイト目のシネコンである。運営する松本興行は松本市城東1丁目の松本テアトル銀映や長野市の千石劇場を経営していたが、シネマライツ8の開館を機に松本テアトル銀映を閉館させている。8スクリーン計1374人という座席数は長野県最大だった。開館時に想定していた商圏は半径60km。
2009年（平成21年）10月、長野県によって「信州おいしい空気の施設」に認定された。2010年（平成22年）7月10日には1スクリーンを3D専用として3D上映を開始した。初の3D上映作品は『トイ・ストーリー3』。
2010年（平成22年）6月27日には中心市街地にある松本エンギザが閉館し、シネマライツ8は松本市唯一の映画館となった。2017年（平成29年）9月21日にはイオンモール松本内にイオンシネマ松本が開館し、松本市の映画館は複数となった。
イトーヨーカドーは2025年（令和7年）1月13日を以って閉業したが、当館は引き続き営業している。

## スクリーン
全スクリーン共サラウンドEX、DTS対応、シネマスコープ。3D上映も、松本市で最初に導入されている。
| スクリーン | 座席数 | 車いす席 | スクリーンサイズ |
| ---------- | ------ | -------- | ---------------- |
| 1          | 227    | 2        | 11.8 × 4.9 m     |
| 2          | 104    | 2        | 6.7 × 2.8 m      |
| 3          | 104    | 2        | 6.7 × 2.8 m      |
| 4          | 104    | 2        | 6.7 × 2.8 m      |
| 5          | 104    | 2        | 6.9 × 2.9 m      |
| 6          | 192    | 2        | 11.2 × 4.7 m     |
| 7          | 159    | 2        | 10.0 × 4.2 m     |
| 8          | 364    | 2        | 13.6 × 5.7 m     |